# Fodor Nagy Éva
Fodor Nagy Éva (Petrozsény, 1928. február 2. – Kolozsvár, 2022. május 3.) erdélyi festőművész, író, Fodor Sándor író felesége.

## Életpályája
1956-ban elvégezte a kolozsvári Ion Andreescu Képzőművészeti Főiskolát. Alapító művésze az 1955-ben alakult Zsil völgyi művésztelepnek. Tagja az 1994-ben újraalakult Barabás Miklós Céhnek. 1957-től negyedszázadon keresztül a Napsugár című gyermeklap külső munkatársa. Több európai tanulmányúton is volt.

## Munkássága
Festményei hangsúlyosan rajzos, dekoratív jellegűek. Transzcendens jellegű kompozíciós témák is foglalkoztatták. Készített könyv- és folyóirat-illusztrációkat is. 

### Kiállításai
Egyéni kiállítások
- 1971 • Korunk Galéria, Kolozsvár
- 1972 • Csíkszereda
- 1972 • Székelyudvarhely
- 1986 • Rádió Stúdióterem, Kolozsvár
- 1998 • Művészeti Múzeum, Kolozsvár
- 2001 • Művészeti Múzeum, Kolozsvár
- 2001 • Szilágysomlyó
- 2002 • Gy. Szabó Béla Galéria, Kolozsvár
- 2003 • DIO-HÁZ, Szászrégen
- 2007 • Bulgakov Irodalmi Kávéház, Kolozsvár
- 2010 • Bulgakov Irodalmi Kávéház, Kolozsvár.

Válogatott csoportos kiállítások
- 1999 • Barabás Miklós Céh kiállítás, Bethlen Kata Diakóniai Központ, Kolozsvár
- 1999 • Zsoboki Nemzetközi Alkotótábor kiállítása, Reményik Sándor Galéria, Kolozsvár
- 2000 • Vigadó Galéria, Budapest
- 2003 • Zsoboki Nemzetközi Alkotótábor kiállítása, Reményik Sándor Galéria, Kolozsvár
- 2004 • Jótékonysági kiállítás, Református Kollégium, Kolozsvár
- 2006 • Tíz év az adományok tükrében, Művészeti Múzeum, Kolozsvár
- 2006 • Kalotaszegi Alkotótábor kiállítás, Gy. Szabó Béla Galéria, Kolozsvár
- 2011 • A Képzőművészeti Szövetség éves kiállítása, Művészeti Múzeum, Kolozsvár.

### Könyvei
- Európai útinapló, 1971 (cikksorozat)
- Időutazás képekben, Pro-Print Könyvkiadó, Csíkszereda, 2013[2]
- Az égből küldött napló. Veronika spirituális naplója. Útmutatások lelki irányítóinktól; Kriterion, Kolozsvár, 2017